# Штюкельберг, Эрнст
Эрнст Карл Герлах Штюкельберг (нем. Ernst Carl Gerlach Stückelberg; 1 февраля, 1905, Базель — 4 сентября, 1984, Женева) — швейцарский математик и физик.

## Карьера
В 1927 году Штюкельберг получил степень Ph. D. в университете Базеля. Его руководителем был Август Гагенбах.
В 1934 году он разработал полностью ковариантною теорию возмущений для квантовых полей. Из этой работы, «Подход Штюкельберга был намного мощнее, но не был принят другими в то время». Сейчас, несмотря на свои преимущества, этот подход почти забыт. Однако несмотря на явную ковариантность, метод Штюкельберга не использует ложного вакуума. См. также тут.
Независимо от Хидэки Юкава, он развил теоретическое объяснение сильного взаимодействия с помощью векторных обменных бозонов в 1935 году.
Он предложил закон сохранения барионного числа.
В 1941 году он предложил интерпретацию позитрона, как электрона с положительной энергией, который движется назад во времени.
В 1976 году он получил Медаль Планка.

## В популярной культуре
Упоминается как недооценённый учёный  в романе Кормака Маккарти «Пассажир».